# Francesc Verge
Francesc Verge fou compositor i mestre de capella català.
Exercí de mestre de capella a la catedral de Lleida entre els anys 1607 i 1612.